# Episodi di Colombo (settima stagione)
La settima stagione della serie televisiva Colombo, composta da 5 episodi, è stata trasmessa sul canale statunitense NBC dal 21 novembre 1977 al 13 maggio 1978.
In Italia è stata trasmessa su Rai 2 dall'8 novembre 1981 al 28 febbraio 1982.
| nº | Titolo originale         | Titolo italiano     | Prima TV USA     | Prima TV Italia  |
| -- | ------------------------ | ------------------- | ---------------- | ---------------- |
| 1  | Try and Catch Me         | Prova a prendermi   | 21 novembre 1977 | 8 novembre 1981  |
| 2  | Murder under Glass       | Vino d'annata       | 30 gennaio 1978  | 15 novembre 1981 |
| 3  | Make Me a Perfect Murder | Un delitto perfetto | 25 febbraio 1978 | 21 febbraio 1982 |
| 4  | How to Dial a Murder     | Un delitto pilotato | 15 aprile 1978   | 6 dicembre 1981  |
| 5  | The Conspirators         | I cospiratori       | 13 maggio 1978   | 28 febbraio 1982 |

## Prova a prendermi
- Titolo originale: Try and Catch Me
- Diretto da: James Frawley
- Scritto da: Gene Thompson e Paul Tuckahoe

### Trama
Abigail Mitchell, famosa scrittrice di libri gialli, è convinta che l'adorata nipote Phyllis sia stata uccisa dal marito Edmund Galvin e non si rassegna all'idea che il caso sia stato archiviato dalla polizia come un incidente. Decide così di vendicarsi attirando con una scusa il presunto responsabile all'interno della sua cassaforte e chiudendovelo per farlo morire asfissiato in poche ore. Naturalmente non ha fatto i conti con il tenente Colombo.
- Guest star: Ruth Gordon (Abigail Mitchell), Charles Frank (Edmund Galvin), Mariette Hartley (Veronica)

## Vino d'annata
- Titolo originale: Murder under Glass
- Diretto da: Jonathan Demme
- Scritto da: Robert Van Scoyk

### Trama
Paul Gerard, un importante critico gastronomico, approfitta del suo ruolo per imporre ai ristoranti della città il pagamento di una parte dei loro profitti in cambio delle sue buone recensioni. Quando un ristoratore italiano si ribella al ricatto, lo avvelena con uno stratagemma. Il tenente Colombo avvia le indagini e s'introduce nel mondo della cucina per duellare con l'assassino fino al punto di metterlo alle strette.
- Guest star: Louis Jourdan (Paul Gerard)

## Un delitto perfetto
- Titolo originale: Make Me a Perfect Murder
- Diretto da: James Frawley
- Scritto da: Robert Blees

### Trama
Mark McAndrews, il direttore di una rete televisiva, viene promosso e trasferito presso la sede di New York. Kay Freestone, sua assistente nonché amante, rimane delusa dal fatto di non essere stata da lui designata a prenderne il posto. Sentendosi perciò tradita, decide di ucciderlo e di occuparne il ruolo rimasto ormai vacante. Commetterà però alcuni errori che la metteranno in cattiva luce dal punto di vista professionale e la solita trappola di Colombo farà il resto.
- Guest star: Laurence Luckinbill (Mark McAndrews), Trish Van Devere (Kay Freestone)

## Un delitto pilotato
- Titolo originale: How to Dial a Murder
- Diretto da: James Frawley
- Scritto da: Tom Lazarus

### Trama
Eric Mason, un noto psicologo con l'hobby di collezionare cimeli del cinema hollywoodiano, vuole uccidere il suo migliore amico che ha scoperto essere stato, in passato, l'amante della sua defunta moglie (probabilmente uccisa anch’essa da lui). Escogita quindi un ingegnoso sistema per fare in modo che i suoi cani dobermann aggrediscano e sbranino la vittima, mentre lui si trova altrove con un alibi apparentemente di ferro. Colombo però non ci vede chiaro e, dopo aver impedito che i cani vengano soppressi, inizia a far luce sulla vera dinamica dei fatti: lo psicologo aveva addestrato i cani ad aggredire al comando della parola "Rosebud", il nome dello slittino del film Quarto potere di Orson Welles.
- Guest star: Nicol Williamson (Eric Mason), Kim Cattrall (Joanne Nicholls), Tricia O'Neil (addestratrice di cani)

## I cospiratori
- Titolo originale: The Conspirators
- Diretto da: Leo Penn
- Scritto da: Howard Berk

### Trama
Joe Devlin, un famoso ed estroso scrittore, poeta e showman irlandese che risiede a Los Angeles, già membro in giovanissima età dell'IRA e per questo con precedenti in Inghilterra, da quando è giunto negli Stati Uniti d'America si dedica alla raccolta clandestina di armi per gli antichi compagni irlandesi di lotta, finanziato dalla ricca armatrice di origine irlandese Kate O'Connell, e da raccolte fondi destinate a suo dire a una resistenza pacifista. Durante una trattativa con il trafficante d'armi Vincent Pauley, questi cerca di ingannarlo ma Devlin, accortosene, non esita ad ucciderlo. Considerando l'omicidio di Vincent Pauley la giusta esecuzione di un traditore, lascia una bottiglia di whisky semivuota che a piè dell'etichetta reca la scritta, motto della casa produttrice del whisky: «Let Each Man Be Paid In Full» (it.: Che a ogni uomo sia dato ciò che gli spetta). Quindi cerca un altro mercante e combina la spedizione clandestina delle armi via mare: il tenente Colombo, incaricato delle indagini sull'omicidio di Vincent Pauley, gli starà addosso, e scoprirà la spedizione di armi proprio all'uscita della nave dal porto della città californiana. Famosa risulterà la frase «This far... and no farther» (it.: Fino a qui... e non oltre), riferito alla tacca apposta sulla bottiglia di whisky, incisa con il diamante incastonato nel suo anello, usata come limite nel bere, e che inchioderà lo scrittore.
- Guest star: Albert Paulsen (Vincent Pauley), Jeanette Nolan (Kate O'Connell), Clive Revill (Joe Devlin)
- Nota. Trasmesso il 13 maggio 1978, è l'ultimo episodio della settima stagione, e quindi anche l'ultimo episodio della serie classica, prima della pausa durata fino al 1989, anno della ripresa della serie.